# インドールアルカロイド
インドールアルカロイド（英: indole alkaloid）はインドールを基本骨格に持つアルカロイドの一群を指す。最も数多くのアルカロイド化合物が属する分類の一つであり、これまでに4100種類以上のインドールアルカロイド類が知られている。多くが顕著な生理活性を有している。
インドールアルカロイドとしては、
- 単純なインドールアルカロイド：ジメチルトリプタミン、シロシン、シロシビン
- β-カルボリン誘導体：ハルミン、ハルマリン
- ピロロインドールアルカロイド：フィゾスチグミン
- 麦角アルカロイド：エルゴタミン、エルゴメトリン、その他リゼルグ酸 誘導体
- モノテルペンインドールアルカロイド：最も多様な分類で、アジマリン、レセルピン、ヨヒンビン、イボガイン、リングビアトキシンAなど

ビンブラスチンやビンクリスチン、スタウロスポリンなど2つのインドール環を含むアルカロイドは、ビスインドール (bisindole) と呼ばれる。